# واودین
واودین، روستایی است از توابع بخش هزارجریب شهرستان نکا در استان مازندران ایران.
روستای واودین درمنطقه لایی دهستان زارمرود، بخش هزارجریب نکاواقع شده وفاصله این روستاتاشهرنکا۶۰کیلومتر می‌باشد.
روستای واودین دارای ۶۰خانواراعم ازساکن وغیرساکن می‌باشدکه جمعیت ساکنین روستادرحال حاضر ۱۱۲ نفر می‌باشد.
این روستا از شمال به روستای محسن آباد، از جنوب به جنگل، از شرق به روستای سورک و از غرب به روستای ازرگ وصل می‌باشد،
در اعیاد بزرگ ماه‌های رجب، شعبان هم جشنی برگزار می‌گردد در ایام ماه مبارک رمضان هم مراسماتی ازقبیل شب‌های قدر نیزدراین روستا با شور اشتیاق مردم با مداحی و جلسه وعظ و خطابه نیز دایر است.
درایام ماه محرم الحرام طبق سنت قدیم در روز هفتم علم گردش از منزل زنده یادحاج حسین عابدی شروع و به منزل رجبعلی محمدی ختم می‌شود بعد از ظهر روز هشتم که ازسال ۹۴شروع شده مراسم شیرخوارگان حسینی وروزتاسوعابه صورت دسته روی وزنجیرزنی به امامزاده زین العابدین ع روستای سورک و درشب عاشورا به یادتنهایی امام حسین عزاداری ودرروزعاشوراهم به امامزاده شاه رضاع لایی ومزار روستای واودین میروندوعزاداری می‌کنند، لازم به ذکراست که ازروزهفتم تاظهرعاشورابه صورت عمومی ازمهمانان امام حسین ع پذیرایی می‌شود،
روستا دارای مسجد، خانه بهداشت ومدرسه و دارای پایگاه بسیج فعال می‌باشد.
شغل اغلب مردم این روستاکشاورزی، دامپروری ودامداری است.
این روستا بزرگانی زیادی به خوددیده که می‌توان اشاره کرد:
بزرگان این روستا را می‌توان با نام زنده یاد کربلایی محمد عابدی حاج عیسی عابدی حاج حسین عابدی، حاج حسن عابدی، حاج موسی عابدی، حاج خدابخش براری، کربلایی ابراهیم کارگر، حاج نقی نقی‌زاده، حاج محمدعلی تقی‌زاده، حاج رحیم بابایی، حاج صفرعبدی، مشهدی حسین ساهویه، مشهدی محمد محمدی، مشهدی سبزعلی محمدی، حاج عباس علیزاده، و هنرمند عزیز زنده یاد حمزه علی محمدی یادکرد

## جمعیت
این روستا در دهستان زارم‌رود قرار دارد و براساس سرشماری مرکز آمار ایران در سال ۱۳۸۵، جمعیت آن ۱۴۳ نفر (۳۴خانوار) بوده‌است.